# Galena (Missouri)
Galena település az Amerikai Egyesült Államok Missouri államában, Stone megyében, melynek megyeszékhelye is. Lakosainak száma 455 fő (2020. április 1.).

## Népesség
A település népességének változása:

| 2010 | 440 |
| 2020 | 455 |